# Elaphoglossum forsythii-majoris
Elaphoglossum forsythii-majoris är en träjonväxtart som beskrevs av Christ. Elaphoglossum forsythii-majoris ingår i släktet Elaphoglossum och familjen Dryopteridaceae. Utöver nominatformen finns också underarten E. f. acutifrons.